# Liste der Wappen im Landkreis Uelzen
Diese Liste beinhaltet alle in der Wikipedia gelisteten Wappen des Landkreises Uelzen (Niedersachsen).

Wappen des Landkreises Uelzen
Lage des Landkreises Uelzen in Niedersachsen

## Samtgemeindewappen

Samtgemeinde Aue
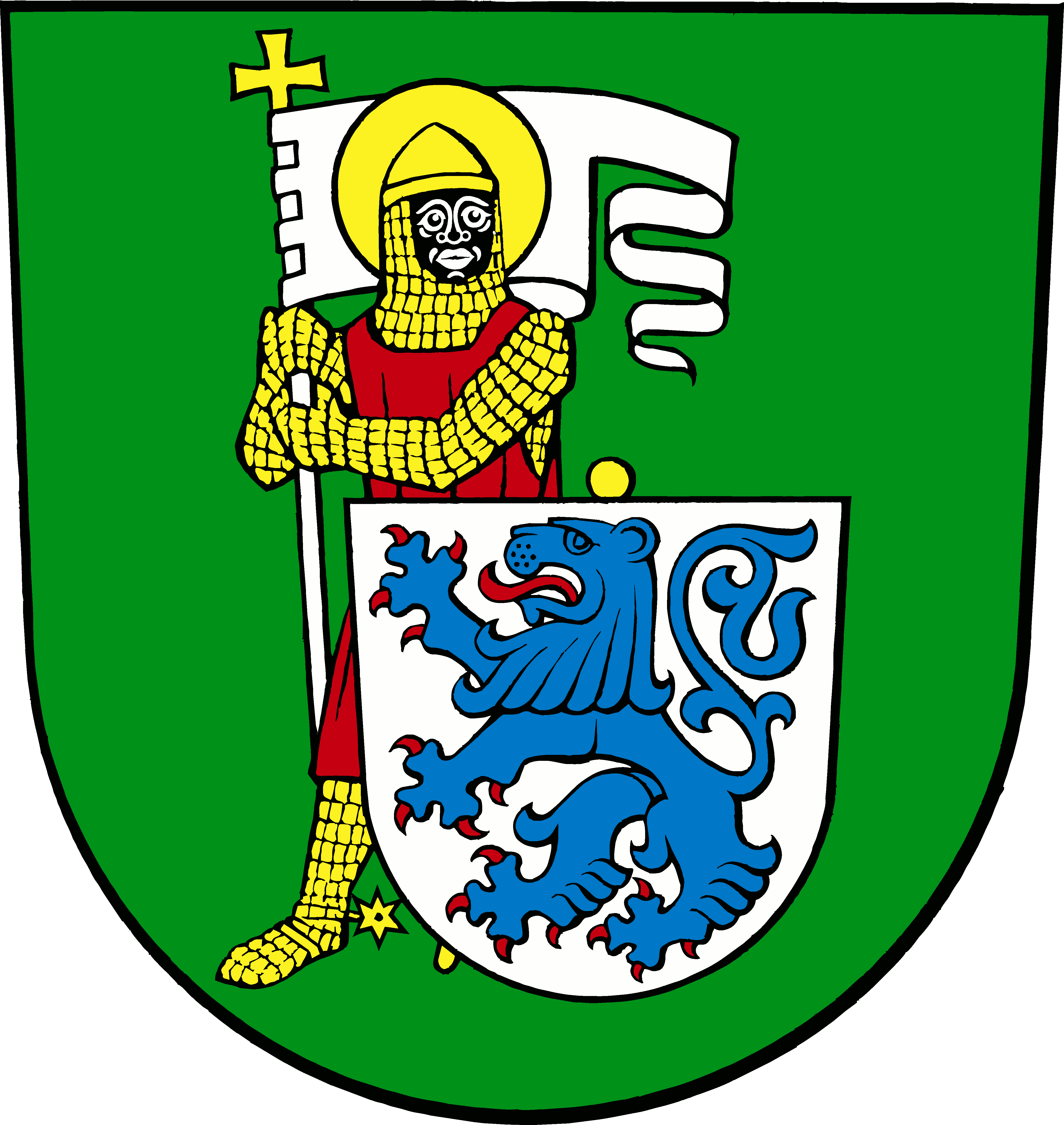
Samtgemeinde Bevensen-Ebstorf
Samtgemeinde Rosche
Samtgemeinde Suderburg

## Wappen ehemaliger Samtgemeinden

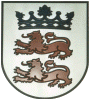
Samtgemeinde Altes Amt Ebstorf
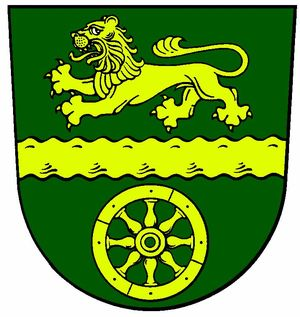
Samtgemeinde Bevensen
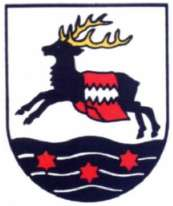
Samtgemeinde Bodenteich
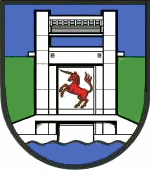
Samtgemeinde Wrestedt

## Wappen der Städte und Gemeinden

Gemeinde Altenmedingen
Stadt Bad Bevensen
Flecken Bad Bodenteich
Gemeinde Barum
Gemeinde Bienenbüttel
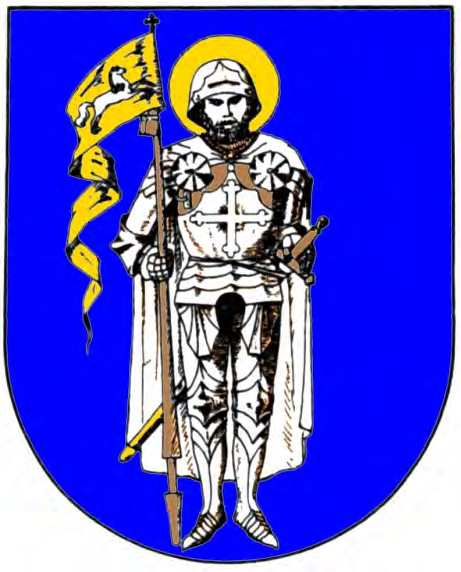
Flecken Ebstorf
Gemeinde Eimke
Gemeinde Emmendorf
Gemeinde Gerdau
Gemeinde Hanstedt
Gemeinde Himbergen
Gemeinde Jelmstorf
Gemeinde Lüder
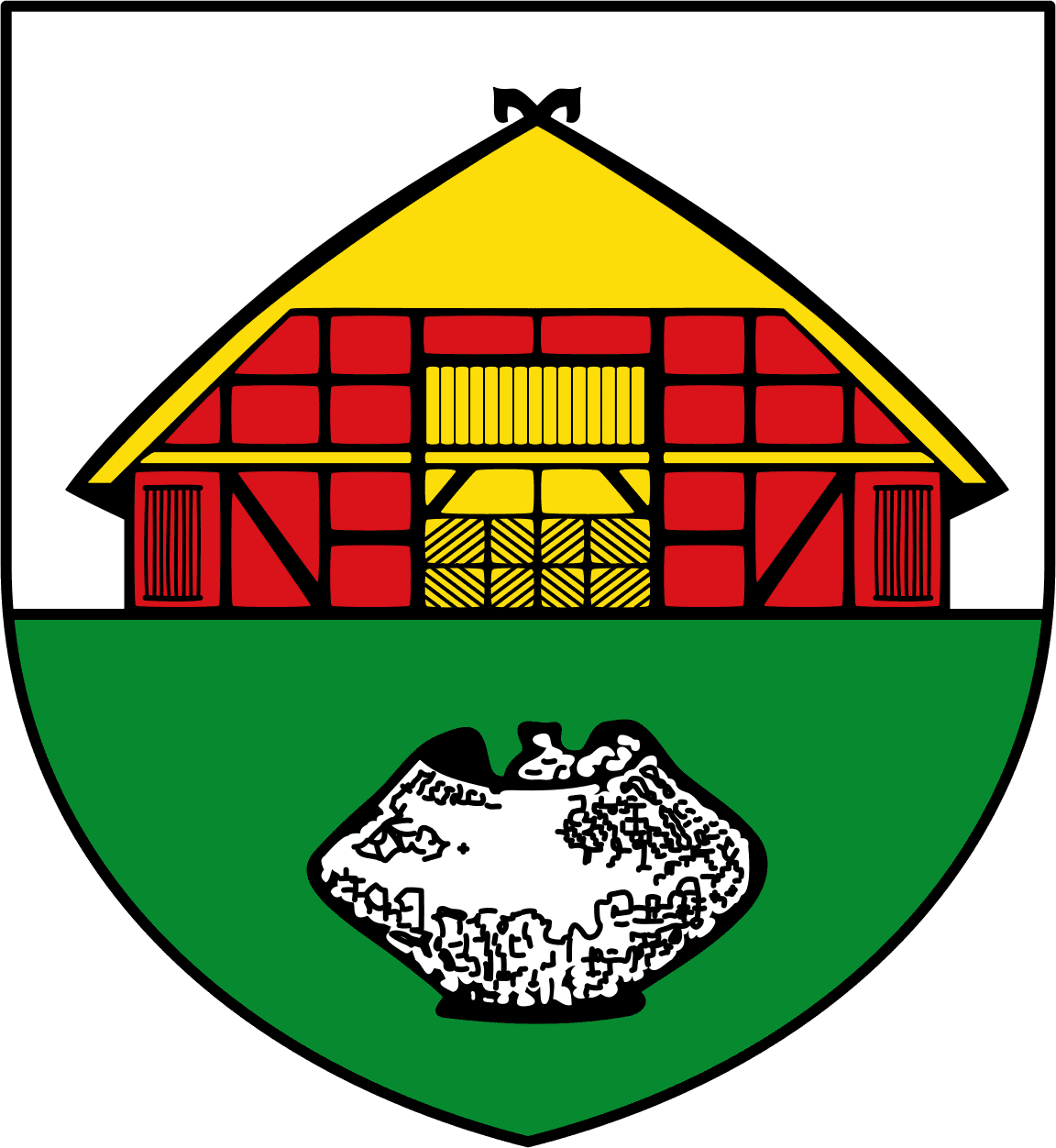
Gemeinde Natendorf
Gemeinde Oetzen
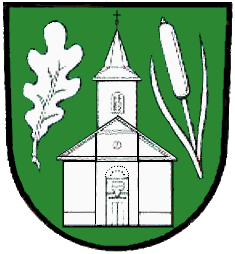
Gemeinde Rätzlingen
Gemeinde Römstedt
Gemeinde Rosche
Gemeinde Schwienau
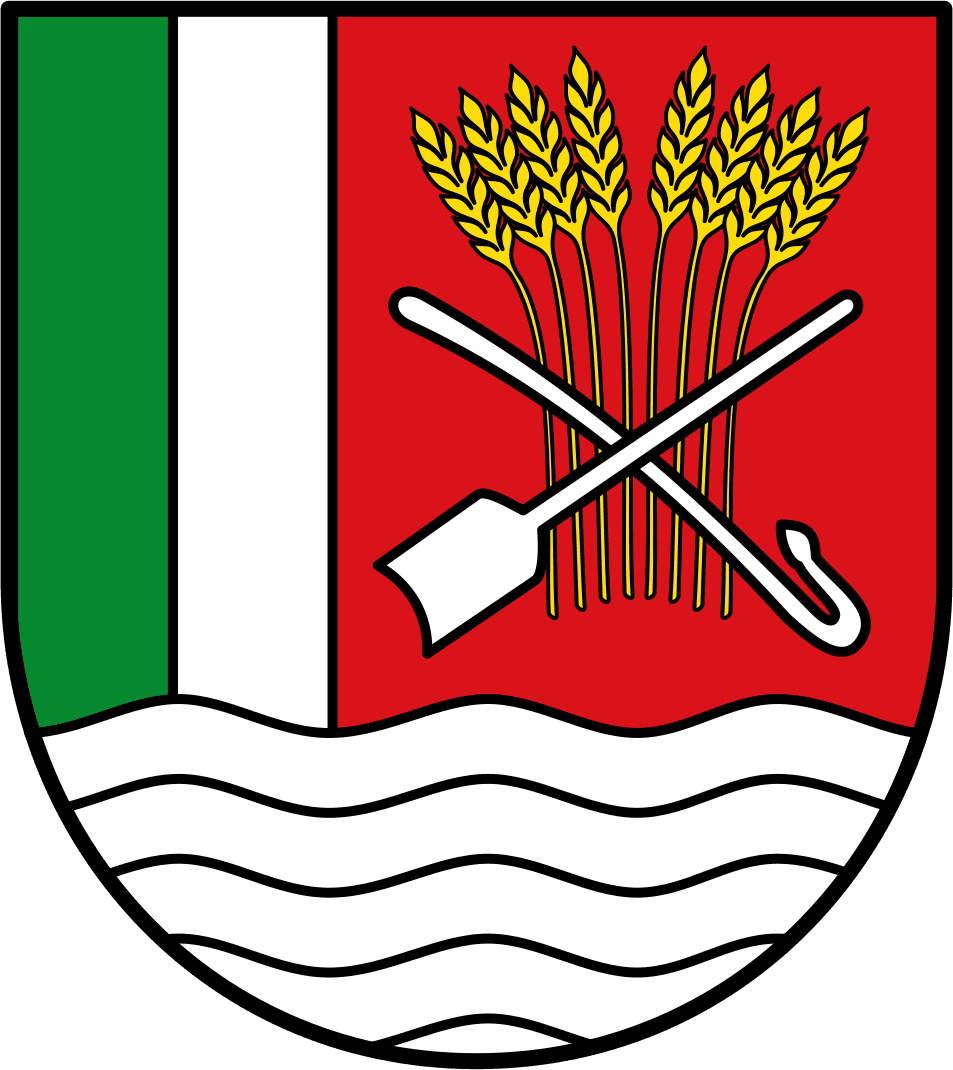
Gemeinde Soltendieck
Gemeinde Stoetze
Gemeinde Suderburg
Gemeinde Suhlendorf
Kreis- und Hansestadt Uelzen
Gemeinde Weste
Gemeinde Wrestedt
Gemeinde Wriedel

## Wappen ehemaliger Gemeinden

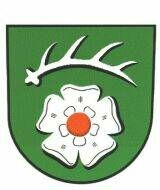
Gemeinde Stadensen
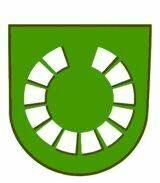
Gemeinde Wieren